# Kevin Martin Krygård
Kevin Martin Krygård (Haugesund, 2000. május 17. –) norvég korosztályos válogatott labdarúgó, a Haugesund középpályása.

## Pályafutása

### Klubcsapatokban
Kevin Martin Krygård Haugesund városában született. Az ifjúsági pályafutását a helyi Djerv 1919-nél kezdte. 2015-ben a norvég első osztályban szereplő Haugesund utánpótlásnevelő akadémiájára került.
2019-ben mutatkozott be a Haugesund felnőtt csapatában. Először a 2019. március 15-ei, Odds elleni barátságos mérkőzésen lépett pályára. Első gólját a Sturm Graz elleni Európa-liga selejtezőn szerezte.

### A válogatottban
Krygård 2019-ben debütált a norvég U20-as válogatottban. Először a 2019. október 14-ei, svéd U20-as válogatott elleni barátságos mérkőzésen lépett pályára.

## Statisztikák
2022. november 13. szerint
| Klub      | Szezon   | Osztály     | Bajnokság | Bajnokság | Kupa  | Kupa | Nemzetközi | Nemzetközi | Összesen | Összesen |
| Klub      | Szezon   | Osztály     | Meccs     | Gól       | Meccs | Gól  | Meccs      | Gól        | Meccs    | Gól      |
| --------- | -------- | ----------- | --------- | --------- | ----- | ---- | ---------- | ---------- | -------- | -------- |
| Haugesund | 2019     | Eliteserien | 18        | 1         | 6     | 2    | 6          | 2          | 30       | 5        |
| Haugesund | 2020     | Eliteserien | 28        | 0         | —     | —    | —          | —          | 28       | 0        |
| Haugesund | 2021     | Eliteserien | 28        | 1         | 0     | 0    | —          | —          | 28       | 1        |
| Haugesund | 2022     | Eliteserien | 30        | 0         | 1     | 0    | —          | —          | 31       | 0        |
| Összesen  | Összesen | Összesen    | 104       | 2         | 7     | 2    | 6          | 2          | 117      | 6        |

## Sikerei, díjai
Haugesund
- Norvég Kupa
  - Döntős (1): 2019